# Bernd Birkhahn

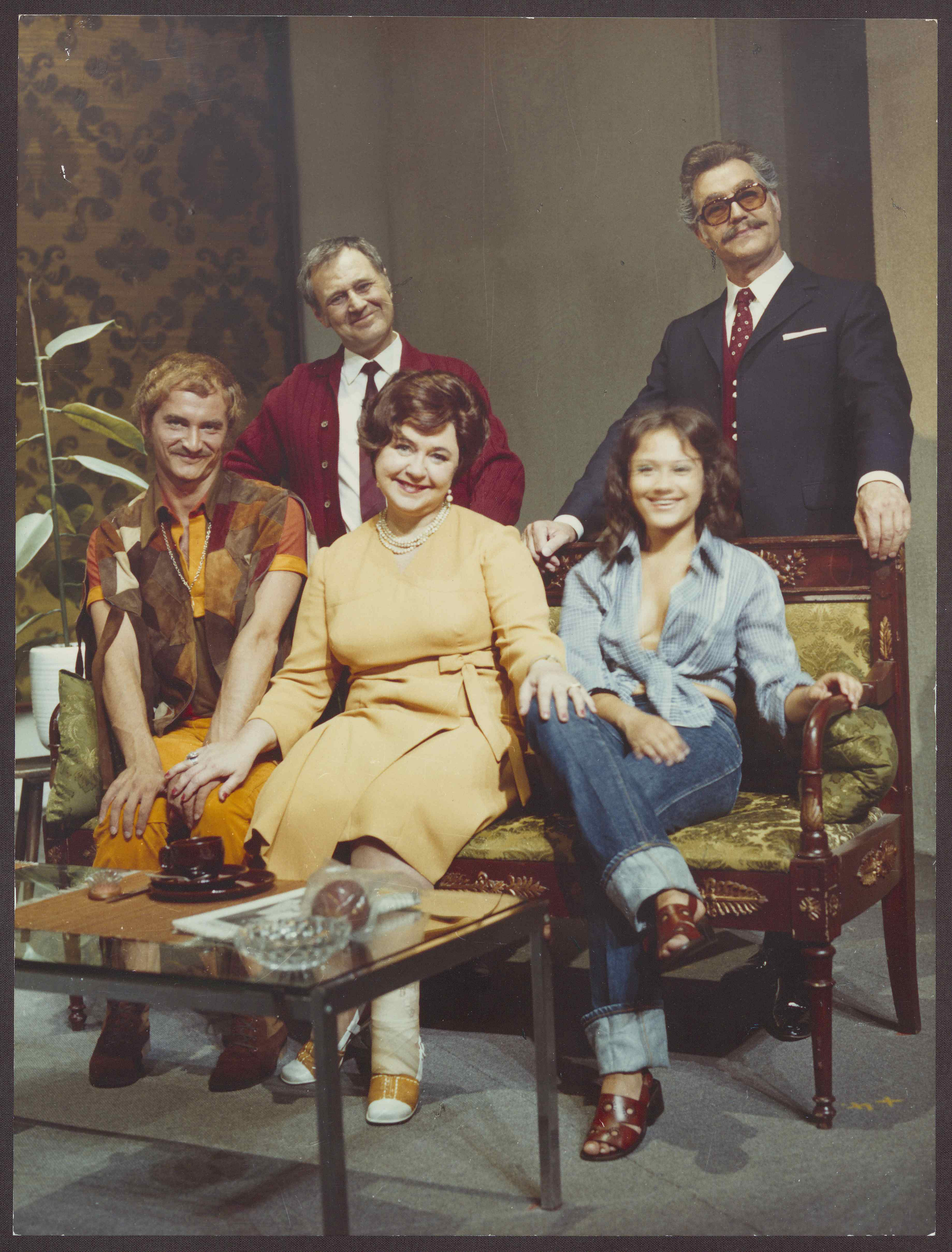
Bernd Birkhahn (links) mit Walter Laugwitz, Ursula Schindehütte, Marianne Cermak und Kurt Müller-Graf in Tschau von Marc Gilbert Sauvajon am Badischen Staatstheater Karlsruhe (1972/73)

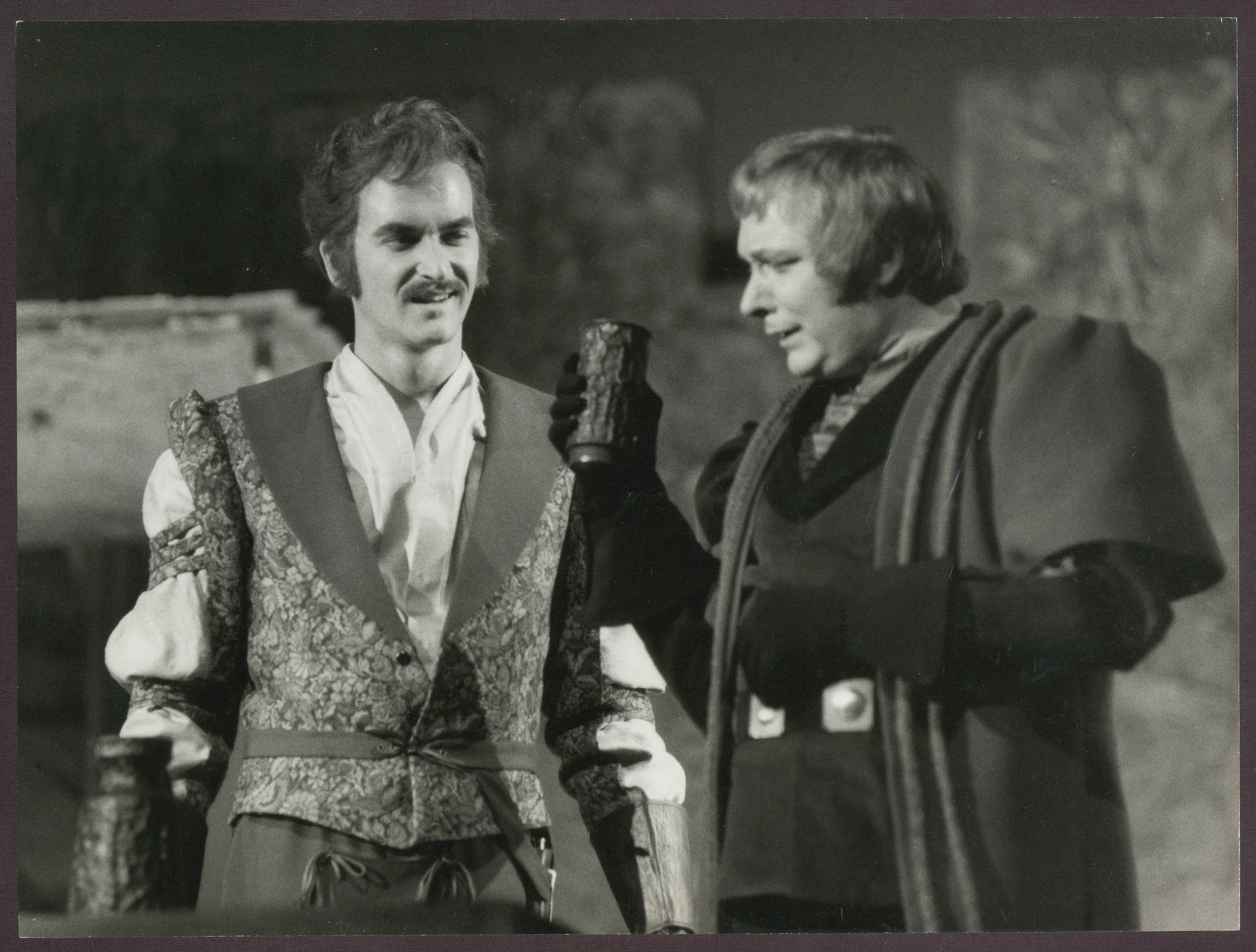
Birkhahn mit Friedhelm Becker in Othello am Badischen Staatstheater Karlsruhe (1971/72)

Bernd Birkhahn (geboren 1945) ist ein deutscher Schauspieler, seit 1986 Ensemblemitglied des Burgtheaters.

## Bühne
Birkhahn absolvierte seine Ausbildung an der Westfälischen Schauspielschule Bochum und wurde 1968 ans Schauspielhaus Bochum engagiert. Ab 1969 war er zwei Spielzeiten lang im Ensemble des Stadttheaters Koblenz verpflichtet, danach am Badischen Staatstheater Karlsruhe. 1979 kehrte er ans Schauspielhaus Bochum zurück, wo er unter Claus Peymann einige Haupt- und überwiegend wichtige Nebenrollen übernahm (z. B. Carlos in Clavigo, Den Mann in Offene Zweierbeziehung und den Klosterbruder in Nathan der Weise). Peymann verpflichtete Birkhahn 1986 auch ans Wiener Burgtheater, wo er seither zu den Stützen des Ensembles zählt. Einen besonderen persönlichen Erfolg konnte er im Jahr 2012 in Matthias Hartmanns Dramatisierung des Trojanischen Krieges verbuchen, in der er den König Priamos von Troja verkörperte.

## Film, Fernsehen
1969 verkörperte Birkhahn den Javier Goya in Wilhelm Semmelroths zweiteiligem Fernsehspiel Goya. Ab 2000 war er in TV-Serien zu sehen, darunter Kommissar Rex (2000–01), Julia – Eine ungewöhnliche Frau (2002) und Die Alpenklinik (2006).
Er spielte in Fernsehaufzeichnungen von Burgtheater-Aufführungen – darunter Die Hermannsschlacht (Claus Peymann, 1984), Glaube und Heimat (Martin Kušej, 2001), Don Carlos (Andrea Breth, 2005) und Was ihr wollt (Matthias Hartmann, 2011) – und übernahm ab 2009 einige Charakterrollen in Spielfilmen. Außerdem war er in den folgenden deutschen und österreichischen Fernsehfilmen zu sehen: August der Glückliche (Joseph Vilsmaier, 2002), Liebe, Lügen, Leidenschaften (Marco Serafini, 2002), Alles Glück dieser Erde (Otto Retzer, 2003), Annas letzte Chance (Karsten Wichniarz, 2008), Etwas Besseres als den Tod (Nicole Weegmann, 2010), als Stralendorff in Die Seelen im Feuer (Urs Egger, 2013), Böse Wetter – Das Geheimnis der Vergangenheit (2016) und Frühling – Familie auf Probe (Michael Karen, 2019).

## Regie, Lehrtätigkeit
2005 inszenierte Birkhahn bei den Festspielen Reichenau – mit Regina Fritsch, Juergen Maurer und Sascha Oskar Weis – Schnitzlers Zwischenspiel, 2006 ebendort – mit Dietrich Mattausch und Petra Morzé – Tschechows Onkel Wanja.
Von 1991 bis 2013 unterrichtete Birkhahn am Max Reinhardt Seminar in Wien.

## Filmografie (Auswahl)
- 2009: Mein Kampf, Regie: Urs Odermatt, Rolle: Lobkowitz
- 2009: Domaine, Regie: Patric Chiha, Rolle: Prof. Schwarzbach
- 2010: Schenk mir dein Herz, Regie: Nicole Weegmann, Rolle: Max Pinas
- 2012: Ludwig II., Regie: Peter Sehr, Marie Noëlle, Rolle: Otto von Bismarck
- 2018: Kaisersturz, Regie: Christoph Röhl, Rolle: Philipp Scheidemann
- 2019: Der Boden unter den Füßen, Regie: Marie Kreutzer
- 2019: Charité, Regie: Anno Saul, Rolle: Prof. Walter Stoeckel
- 2021: Der Zürich-Krimi: Borchert und der eisige Tod (Fernsehreihe)
- 2021: Heute stirbt hier Kainer, Regie: Maria-Anna Westholzer, Rolle: Mann in Restaurant
- 2021: Unter anderen Umständen: Für immer und ewig
- 2022: SOKO Donau/SOKO Wien – Ausgetrickst (Fernsehserie, Regie: Sophie Allet-Coche)
- 2022: Kolleginnen: Für immer (Fernsehreihe)
- 2023: Schnell ermittelt – Simon Rosenstrauss (Fernsehserie, Regie: Michi Riebl)